# شم‌آباد
شم‌آباد، روستایی است از توابع بخش مرکزی و در شهرستان خوشاب استان خراسان رضوی ایران.

## جمعیت
این روستا در دهستان طبس قرار داشته و بر اساس سرشماری سال ۱۳۸۵ جمعیت آن ۵۷۲ نفر (۱۶۵ خانوار)
بوده است.